# Storena redimita
Storena redimita är en spindelart som beskrevs av Simon 1905. Storena redimita ingår i släktet Storena och familjen Zodariidae. Inga underarter finns listade i Catalogue of Life.